# Dendrolagus dorianus
El canguro arborícola de Doria (Dendrolagus dorianus) es una de las 10 especies de canguros arborícolas que habitan en Australasia. Tiene patas cortas, anchas, robustas, con garras largas para trepar por las ramas y usa la cola como contrapeso. A diferencia de otros canguros, el arborícola puede mover ambas patas traseras de forma separada. Pasa la mayor parte de su tiempo en los árboles y se mueve con lentitud, pero con precisión, aunque puede caminar y saltar rápidamente en el suelo. El canguro arborícola de Doria es uno de los más grandes, y como muchas otras especies de su género, es por lo común solitario y nocturno, con una dieta variada de hojas, capullos, flores y frutas. Tiene orejas negras, una forma de piel verticilada en la mitad del lomo y la cola marrón pálido o crema. Tras un periodo de gestación de unos 30 días, la única cría que nace se apega al pezón dentro del marsupio y se amamanta hasta por casi 10 meses. Al igual que otros canguros arborícolas, este depende de un hábitat forestal; por lo tanto, está amenazado por la explotación de árboles y otras formas de desmonte, como también por cazadores que andan tras su carne.
Este canguro arborícola habita en bosque tropical, en las zonas centrales de la isla de Nueva Guinea. En un macho adulto la longitud de cabeza a cola está entre 51 y 78 cm, su cola mide entre 44 y 66 cm y pesa de 6,5 a 14,5 kg. Es individual en cuanto a su organización social. Tiene un característico hocico redondeado cubierto de piel, extremidades delanteras casi tan largas como las delanteras, patas traseras ásperas con cojinetes y una cola no prensil que usa sobre todo para equilibrarse. Su pelaje es marrón, largo y tupido.